# جشنواره بین المللی فیلم دارمشالا
جشنواره بین‌المللی فیلم دارمشالا (دی آی اف اف) یک جشنواره بین‌المللی فیلم می باشد که هر ساله در شهر هیمالیا مک‌لئود گنج، دارمشالا در هند انجام می شود - خانه دالایی لاما و مردم تبتی در تبعید از سال ۲۰۱۲.   نسخه ۱۰ از ۴ تا ۱۰ نوامبر ۲۰۲۱ به شکل آنلاین برگزار می گردد. 

## تاریخ
این جشنواره توسط فیلم ساز ها ریتو سارین و تنزینگ سونام در سال ۲۰۱۲ برای اشاعه سینمای هم عصر، هنر و روش های رسانه های آزاد در ناحیه هیمالیا پایه گذاری گردید.  همچنین هدف دی آی اف اف انگیزش استعدادهای فیلم سازی بومی و تشکیل بستری با معنی برای سرو کار داشتن با مردم های گوناگون ناحیه می باشد. 
برنامه یاران فیلم دی آی اف اف در سال ۲۰۱۴ پایه گذاری گردید تا مجال هایی را به فیلم ساز های تازه کار از ناحیه هیمالیا بدهد تا جلسه های مربیگری را از فیلم سازهایی همانند گورویندر سینگ ، آنوپاما سرینیواسان، اومش کولکارنی ، کسانگ تسهتن و هانسال مهتا کسب نمایند. 
از سال ۲۰۱۶، دی آی اف اف با سازمان‌های قرار گرفته در کانگرا برای سامان دهی نمایش‌های اجتماعی در روستاها، مدرسه ها، دانشگاه ها و زندان بخش همکاری می نماید. مسابقه تقدیر از فیلم مفهوم سروکار انفعال و نکوهشی با سینما را به دانش آموزان این ناحیه معرفی می نمود. 
در سال ۲۰۱۹، جشنواره برای نخستین بار برای ارسال فیلم باز گردید. 
دی آی اف اف هیئت مشاور های افتتاحیه خود را در ماه سپتامبر ۲۰۲۰ اعلام نمود. هیئت مشاور ها همانند عادل حسین ، آرون سارین ، آصف کاپادیا ، گونیت مونگا و فرانچسکا تیسن-بورنمیزا می باشند. 

## برنامه و قالب
جشنواره بین‌المللی فیلم دارمشالا برحیب معمول ۲۶ فیلم امروزی- حکایت ها و روایات و مستندها و فیلم‌های کوتاه، انیمیشن و تجربی را طی ۳ روز در روز های نخستین ماه نوامبر در معرض دید قرار می دهند. از سال ۲۰۱۹ جشنواره فیلم های ارسالی شده از هند و کل جهان را قبول کرده اند. این جشنواره به دلیل مکانی با محبت و گرم خود که در آن فیلم سازها و شرکت کنندها  این توانایی را دارا می باشند که به شکل مستقل سخن بگویند، نام برده شده است.  دی آی اف اف با دارا بودن بسیاری از فیلم های بین المللی هندی است و بخش رقابتی ندارد. برنامه کوتاه دی آی اف اف توسط اومش کولکارنی سرپرستی گردیده شده.  از سال ۲۰۱۴، این جشنواره یک برنامه کودک به سرپرستی مونیکا وحی را معرفی کرده است.

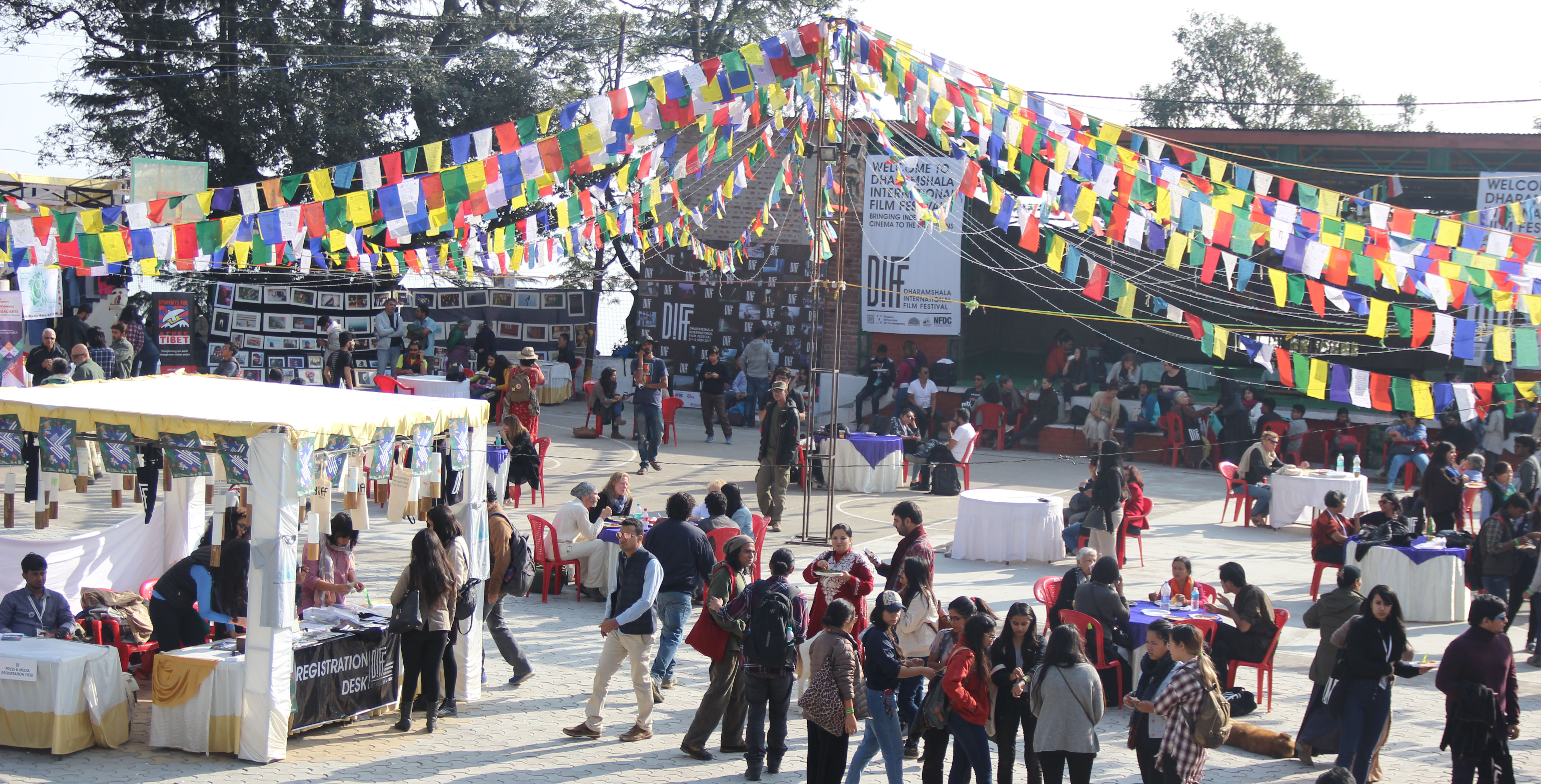
جشنواره بین المللی فیلم دارمشلا ۲۰۱۷ در مدرسه روستای کودکان تبت.

در این جشنواره همچنین مجموعه ای از گفت و گو ها، درگاه ها و کلاس های سرور با حضور فیلم ساز ها و کارشناس های صنعت انجام می گردد. آنان همانندکازوهیرو سودا ، آصف کاپادیا ، عادل حسین ، و جنیفر فاکس ، مانوج باجپایی ، ناصرالدین شاه ، و کونکونا سنارما می باشند.
این جشنواره هر سال یک برنامه اختیاری برای جوان هایی از کل کشور هند که به اندازه یک هفته در جشنواره کار می کنند، اجرا می گردد. 

## پاسخ دادن به همه گیری-۱۹
در واکنش به همه‌گیری دی آی اف اف اتاق مشاهده همه گیری-۱۹، اتاق مشاهده را در مارس ۲۰۲۰ راه‌اندازی نمود- بخش بسیاری از فیلم‌های فارغ‌التحصیل جشنواره که هر ۲ هفته یک‌بار تا جولای 2020 در دسترس مخاطبان در کل جهان قرار می‌گیرد.  بعضی از این فیلم ها بر این پایه اند: ۵ دوربین شکسته ، با تو، بدون تو ، طرابلس لغو گردیده، دادگاه ، دارونما، ای ما یاو ، خانم لاولی ، نابارون و پرونده .  
نهمین دوره جشنواره بین المللی فیلم دارمشالا از تاریخ ۲۹ اکتبر تا تاریخ ۴ نوامبر ۲۰۲۰ به شکل آنلاین انجام شده است و تا تاریخ ۸ نوامبر ۲۰۲۰ تمدید گردید  نسخه آنلاین نخستین نمایش هندی ۷۶ روز ها ، شب ، غزه عشق است ، به چچن خوش آمدید ، یلدا، شبی برای بخشش ، شناسایی ویژگی ها، مارتین ادن ، تبعید ، پوسته و مفصل، تفنگ و کیف و تهویه مطبوع بود. 
برنامه سخن رانی ها به عنوان قسمتی از دی آی اف اف ۲۰۲۰ با سخن گفتن با دیباکار بانرجی شروع گردید و توسط چایتانیا تمهانه و آصف کاپادیا دنبال گردید.  درگاه های دیگر مثل سخن رانی با مصطفی سرور فاروکی ، فیلم ساز های آسیای جنوبی، آفیا ناتانیل ، دیپاک راونیار ، گیتو مهنداس و تاشی گیلتشن بود . سخن رانی در باره نوشتن برای پرده با جوهی چاتورودی و وارون گروور . و نگاهی به بودجه بین المللی با نماینده ها صندوق هوبرت بلز ، کمک به سینما های جهان و صندوق های جهانی سینما.